# Pope’s Hill
Pope’s Hill – wieś w Anglii, w hrabstwie Gloucestershire. Leży 16 km na zachód od miasta Gloucester i 166 km na zachód od Londynu.